# Procrateria noloides
Procrateria noloides là một loài bướm đêm trong họ Noctuidae.